# Темминк, Конрад Якоб
Конрад Якоб Темминк (нидерл. Coenraad Jacob Temminck; 31 марта 1778, Амстердам, — 30 января 1858, Лиссе) — голландский зоолог.
Сын казначея Голландской Ост-Индской компании, Темминк в 17-летнем возрасте начал работать в компании в Голландской Ост-Индии, однако быстро переключился с предпринимательства на орнитологические исследования (также унаследовав это увлечение от своего отца). В 1820 году он стал первым директором Музея естественной истории в Лейдене и оставался на этом посту до самой смерти. Основные труды Темминка — «Руководство по орнитологии, или систематическая таблица птиц, которых можно наблюдать в Европе» (фр. Manuel d'ornithologie, ou Tableau systematique des oiseaux qui se trouvent en Europe; 1815) и «Всеобщая естественная история куриных и голубиных» (фр. Histoire naturelle générale des Pigeons et des Gallinacées; 1813—1817), он также внёс большой вклад в «Животный мир Японии» Филиппа Франца фон Зибольда.
В честь Темминка названо множество животных, в том числе белохвостый песочник (Calidris temminckii), кошка Темминка (Catopuma temminckii), бульдоговая летучая мышь Темминка (Molossops temminckii), степной ящер (Manis temminckii), глазчатый трагопан (Tragopan temminckii), грифовая черепаха (Macrochelys temminckii) и др.